# Вайзе, Губерт
Гу́берт Ва́йзе (нем. Hubert Weise; 22 декабря 1884 — 14 февраля 1950) — немецкий генерал-полковник люфтваффе.

## Биография
Родился в 1884 году. Начал службу 27 сентября 1904 года в имперской армии, направлен в артиллерию. После начала Первой мировой войны — лейтенант 1-го Вестфальского полка полевой артиллерии. 7 сентября 1914 года тяжело ранен, и проходил лечение несколько месяцев. 27 января 1915 года произведен в капитаны, впоследствии командир батареи. Также служил в штабе. После войны Вайзе вступил во Фрайкор, но в 1920-м опять вернулся в армию. Он прослужил до начала 1927 года командиром роты. Затем перешел в Министерство обороны, где 1 июля 1927 года был повышен до майора.
В 1934-м стал инспектором противовоздушной обороны. Осенью того же года он стал командиром зенитной артиллерии и ПВО 2-го военного округа. Генерал-майор с августа 1936 года. 1 апреля 1938 года переведен командовать противовоздушной обороной 3-го военного округа (Берлин), вместе с тем получил звание генерал-лейтенанта.
В октябре 1939 года произведен в генералы от зенитной артиллерии и начал командовать 1-м корпусом зенитной артиллерии. Этот корпус принял участие во Французской кампании 1940 года, защищая наступающие войска от ответных бомбардировок союзников. 19 июля того же года получил звание генерал-полковника и награждён Рыцарским крестом Железного креста. С 1941 года — офицер генштаба ПВО.
Из-за большого количества удачных бомбардировок территории Германии союзниками, 6 января 1944 года Вайзе занял пост начальника воздушной обороны Рейха, сменив критикуемого начальством Ганса-Юргена Штумпфа. С 1945 по 1947 год пробыл в плену у союзников.

## Награды
- Железный крест 1-го и 2-го классов[1]
- Рыцарский крест Ордена Святого Альберта, 1-й степени с мечами[1]
- Нагрудный знак «За ранение» в черном[1] (1918)
- Пряжка к Железному кресту 1-го и 2-го классов
- Рыцарский крест Железного креста[2] (24.06.1940)
- Немецкий крест в золоте (14.01.1944)
- Медаль «За выслугу лет в вермахте» 4, 3, 2 и 1 класса